# ジアジノキサンチン
ジアジノキサンチン(Diadinoxanthin)は、植物プランクトンに見られる色素である。化学式C40H54O3を持つ。
カロテノイドの一種である。この物質は、キサントフィルのジアトキサンチンとジノキサンチンを生じさせる。